# Durgan
Durgan – osada w Anglii, w Kornwalii. Leży 31 km na wschód od miasta Penzance i 384 km na południowy zachód od Londynu.